# Сабанчи (Аургазинский район)
Сабанчи (баш. Һабансы) —  деревня в Батыровском сельсовете Аургазинского района Республики Башкортостан России.

## Население
| 2002 | 2009 | 2010 |
| ---- | ---- | ---- |
| 9    | →9   | ↘8   |

Согласно переписи 2002 года, преобладающая национальность — башкиры (78 %).

## Географическое положение
Расстояние до:
- районного центра (Толбазы): 13 км,
- центра сельсовета (Куезбашево): 5 км,
- ближайшей железнодорожной станции (Белое Озеро): 21 км.